# موقع الصفوح الأثري

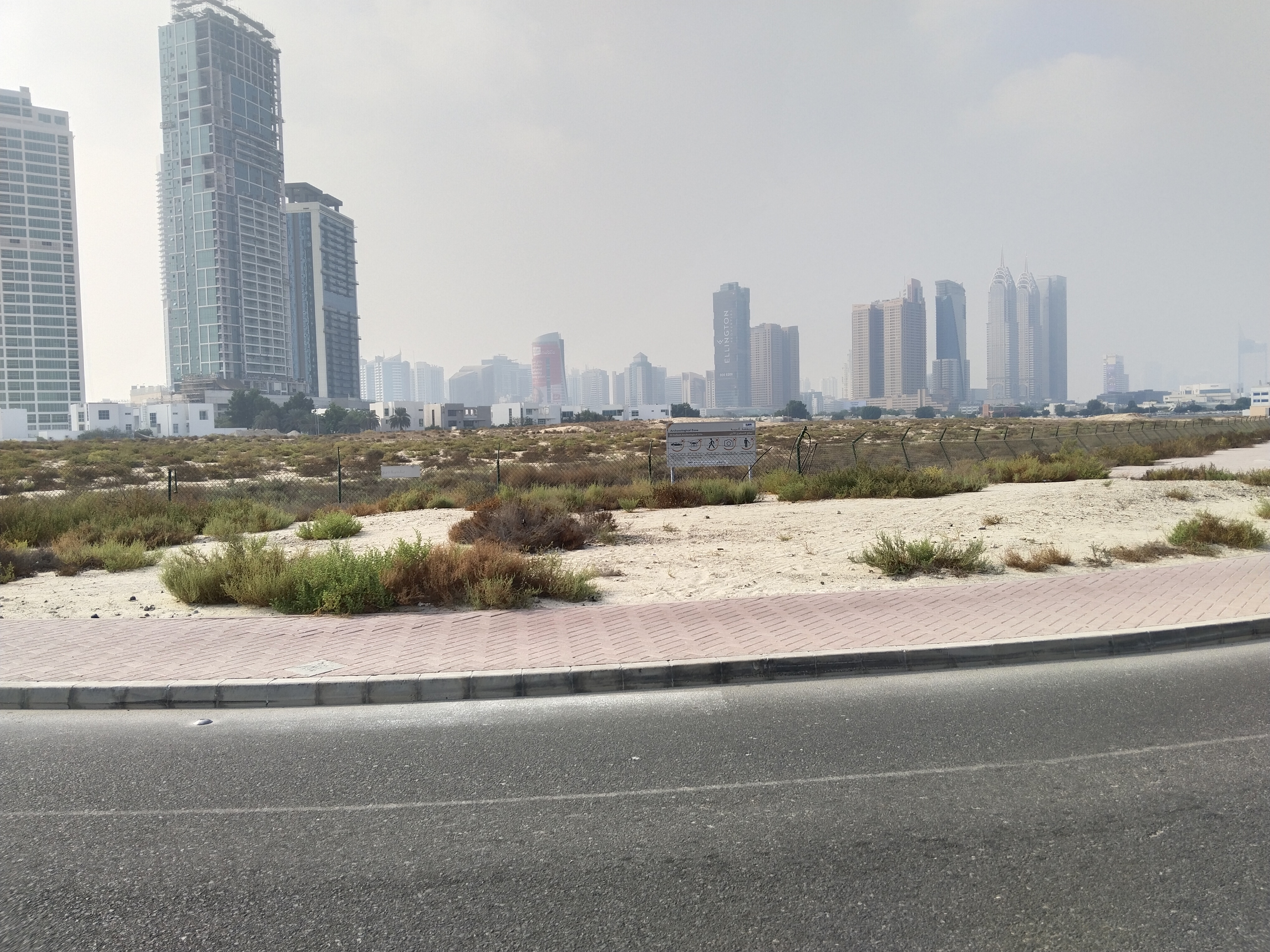
قبر أم النار، الصفوح

موقع الصفوح الأثري هو موقع أثري يقع في منطقة الصفوح في دبي مملوك ومدار من قبل هيئة دبي للثقافة والفنون، ويمتد الموقع على مساحة ولكنها متفرقة، كانت مستوطنه من قبل السكان المعروفين باسم مجان. يتميز الموقع بوجود تركيزات شديدة من الرماد المحترق والقواقع والفخار والعظام.
يضم موقع الصفوح الأثري بقايا مستوطنة تعود إلى الألف الثالث قبل الميلاد وقد كشفت الحفريات الأثرية التي أجريت في الموقع بين عامي 1994 و1995 عن ثلاث مدافن محفورة في الأرض وعن مقبرة دائرية من نوع مقابر ثقافة أم النار تعود إلى 2500 و2000 قبل الميلاد. القبر دائري، قطره 6.5 م مبني من كتل حجرية غير مشغولة وتواجه بجدار حلقي خارجي واحد من حجر منحوت (مربع) جيدة البناء، ومقسم من الداخل إلى قسمين، يضم كل قسم ثلاث حجرات مخصصة للدفن، أقرب نظائرها الهيلكية تلك الموجود في حديقة آثار هيلي وأم النار. كما عُثر في الموقع على العديد من الهياكل العظمية و أواني خزفية تعود لحقبة أم النار، وأسلحة برونزية، وكميات كبيرة من الخرز والأصداف وختم اسطواني.